# Antonín Kašpar (sochař)
Antonín Kašpar (* 4. března 1954, Praha) je akademický sochař, malíř, konceptuální umělec a výtvarník. Středoškolská studia zahájil nejprve na Střední uměleckoprůmyslové škole v Turnově  (obor umělecký kovář), ale maturitu (v roce 1974) získal až na Střední uměleckoprůmyslové škole v Praze (obor řezbář) a v roce 1982 absolvoval Vysokou školu uměleckoprůmyslovou v Praze. Svými díly je zastoupen v mnoha veřejných a soukromých sbírkách po celém světě (např. USA, Rusko, Japonsko, Německo, Finsko, Anglie, Dánsko, Nizozemí) jakož i v České republice. Pravidelně pořádá výstavy doma i ve světě. Žije a pracuje na svém statku v Čisovicích na okraji Prahy.

## Životopis

### Rodinný background
Dědeček Antonína Kašpara byl architekt. Otec Antonína Kašpara pracoval jako stavař na zahraničních stavbách (například v Iráku, Tunisu, Libyi, Alžíru nebo Indii).  V šedesátých letech dvacátého století projel Antonín Kašpar s rodiči téměř celou Indii. V Indii chodil do české školy a absolvoval tam i 5. třídu. Třídy druhého stupně (6. až 8.) ale odchodil v Čechách a za rodiči do ciziny jezdil jen o prázdninách. Po skončení základní školy se rodiče vrátili do ČSSR a Antonín Kašpar zvažoval kam dál.

### Středoškolská studia
Jako malý chlapec měl rád práci s kovem a rád kreslil a tak šel po (základní škole) studovat (1969	až 1971) na turnovskou Střední uměleckoprůmyslovou školu pro zpracování kovů a kamenů (Odborná škola šperkařská; obor umělecké kovářství a zámečnictví). Z této školy pak přestoupil (v roce 1971) na uměleckoprůmyslovou školu v Praze na Žižkově (Vyšší škola uměleckoprůmyslová; obor řezbářství), kde v roce 1974 odmaturoval. Protože jej práce s kovem stále přitahovala, šel po maturitě pracovat jako dělník do družstva kovářů.

### Cesta na VŠUP
Hodlal studovat sochařinu na Vysoké uměleckoprůmyslové škole v Praze, ale neměl potřebný dělnický původ (jeho rodiče nabyli v KSČ a navíc jeho otec byl věřící). Pomohl mu jeho vlastní původ: dělník–kovář a tak byl po třetím pokusu na VŠUP do Prahy přijat. Ještě před tím, než byl přijat na VŠUP pracoval nějaký čas jako truhlář v Hudebním divadle v Karlíně. Zároveň absolvoval v Parku kultury a oddechu Julia Fučíka u Výstaviště Praha kurzy kreslení (maloval modely/akty). Navíc s jedním starým kameníkem chodil na hřbitovy sekat náhrobky, přesekávat sochy a „přezlacovat“ nápisy.

### Studia na VŠUP
Během šestiletého studia na VŠUP (1976 až 1982)  Antonín Kašpar spolupracoval s kapelou Olympic a stýkal se i s dalšími hudebníky a umělci ze skupin: ETC Band Vladimíra Mišíka, Energit, Saze, Blue Effect, Jasná Páka.

### Osmdesátá léta dvacátého století
Po skončení studia působil jako akademický sochař „na volné noze“, dělal velké kovové brány a různé mříže (např. na keltské vykopávky pro litoměřické vlastivědné muzeum). Kašparovy umělecké výtvory se líbily v cizině (na kapitalistickém Západě) a tak jeho objekty paradoxně viděli kurátoři dříve v Paříži, Německé spolkové republice, v Londýně, v Japonsku, v Americe než v Československu. Na vernisáže jezdil do zahraničí osobně a jeho umění se v cizině dobře prodávalo.

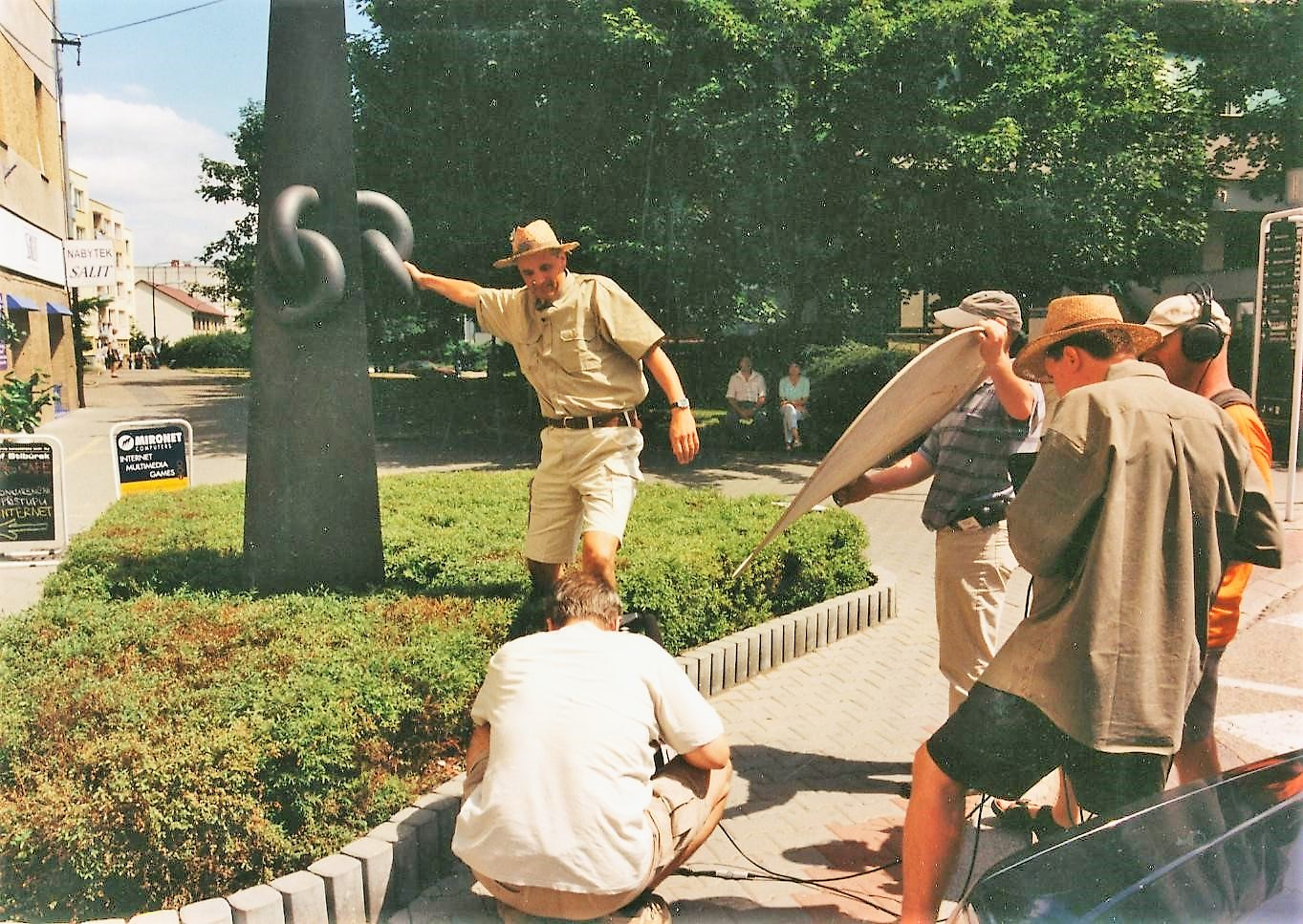
Kašparovu sochu před benešovským Muzeem umění a designu natáčí arch. Vávra pro seriál Šumná města.

### Po roce 1989
Po Sametové revoluci v roce 1989 prošel obdobním osobní krize, které bylo poznamenáno rozvodem a dočasnou ztrátou iluzí. V jeho tvorbě se toto období projevilo příklonem k menším plastikám. Následovalo období druhého manželství (žena Lucie a dcerka Josefína) a umělecký návrat k velkým železným plastikám. Kašparovu plastiku "Jehlan pro upoutání tří vzducholodí" umístila kurátorka Národní galerie Magdalena Juříková v polovině 90. let jako vstupní symbol před vchod do benešovského Muzea umění. "Tři vzducholodě" symbolizovaly muzejní koncepci vztahující se k hodnotám přírody, společnosti a duchovnímu vnímání člověka, jimiž muzeum řídilo svůj vzdělávací program. Když byla po 25 létech po politickém útoku na muzeum  (2017) koncepce zrušena, došlo též k symbolickému odstranění Kašparovy sochy. Sochař patřil k zástupcům české odborné veřejnosti, která se veřejně proti svévolné akci benešovských politiků stavěla.

## Tvorba
Jeho volná tvorba se vyznačuje monumentálními mnohdy více se opakujícími kovovými objekty značných rozměrů (někdy 3 až 5 metrů výšky) a hmotností. V jeho ateliéru se ale nachází i drobnější díla z bronzu, kamene, sádry a nebo obrazy Kromě volné tvorby se věnuje restaurování soch (například restauroval sochu Aloise Jiráska na pražském Jiráskově náměstí) a realizacím do architektury. Pracoval též na kopii plakety Nobelovy ceny za chemii z roku 1959 profesora Jaroslava Heyrovského a na kopii Nobelovy ceny za literaturu, kterou obdržel 10. prosince 1984 český básník, spisovatel, novinář a překladatel Jaroslav Seifert.
Jedním z jeho větších projektů (kolem roku 2011) bylo rozmístění velkých objektů - soch do přírodního prostoru golfového hřiště na Slapech (areál Golf Park Slapy svatý Jan).

### Trůn (příklad tvorby)
Jedna z velkých kovových plastik ze sochařské dílny Antonína Kašpara byla vystavována v rámci mezinárodního sochařského festivalu (13. června 2018 až 30. září 2018) na pražském Vyšehradě. Dílo vzniklo v roce 2016 a o dva roky později jej autor doplnil třemi reliéfními nápisy (Třemi tázacími větami. Jedna z nich zní: „What did you do, pope?“). V podstatě lze dílo stručně popsat jako monumentální ocelovou čtyřnohou instalaci v podobě jakési „židle pro obra“, která má místo „opěradla“ symbolický kříž. Ten se vyskytuje v Kašparově sochařské tvorbě poměrně často a to nejen jako náboženský symbol, ale i jako protnutí dvou čar: výrazů Jin a Jang, Já - Ty, Ona - On a podobně.

### Pocta pro J.B. (příklad tvorby)
Pocta pro Josepha Beuyse je tvořena celkem deseti kovovými otevřenými koncertními křídly (jsou umístěny „v aleji“ tj. ve dvou řadách po pěti). V horní, odkryté části každého „piána“ je opět symbol kříže, tolik charakteristický pro Kašparovu sochařskou tvorbu. V rámci výstavy „Umění ve městě 2016“ byly tyto objekty vystaveny na náměstí Přemysla Otakara II. v Českých Budějovicích.

Trůn a Pocta pro J.B.
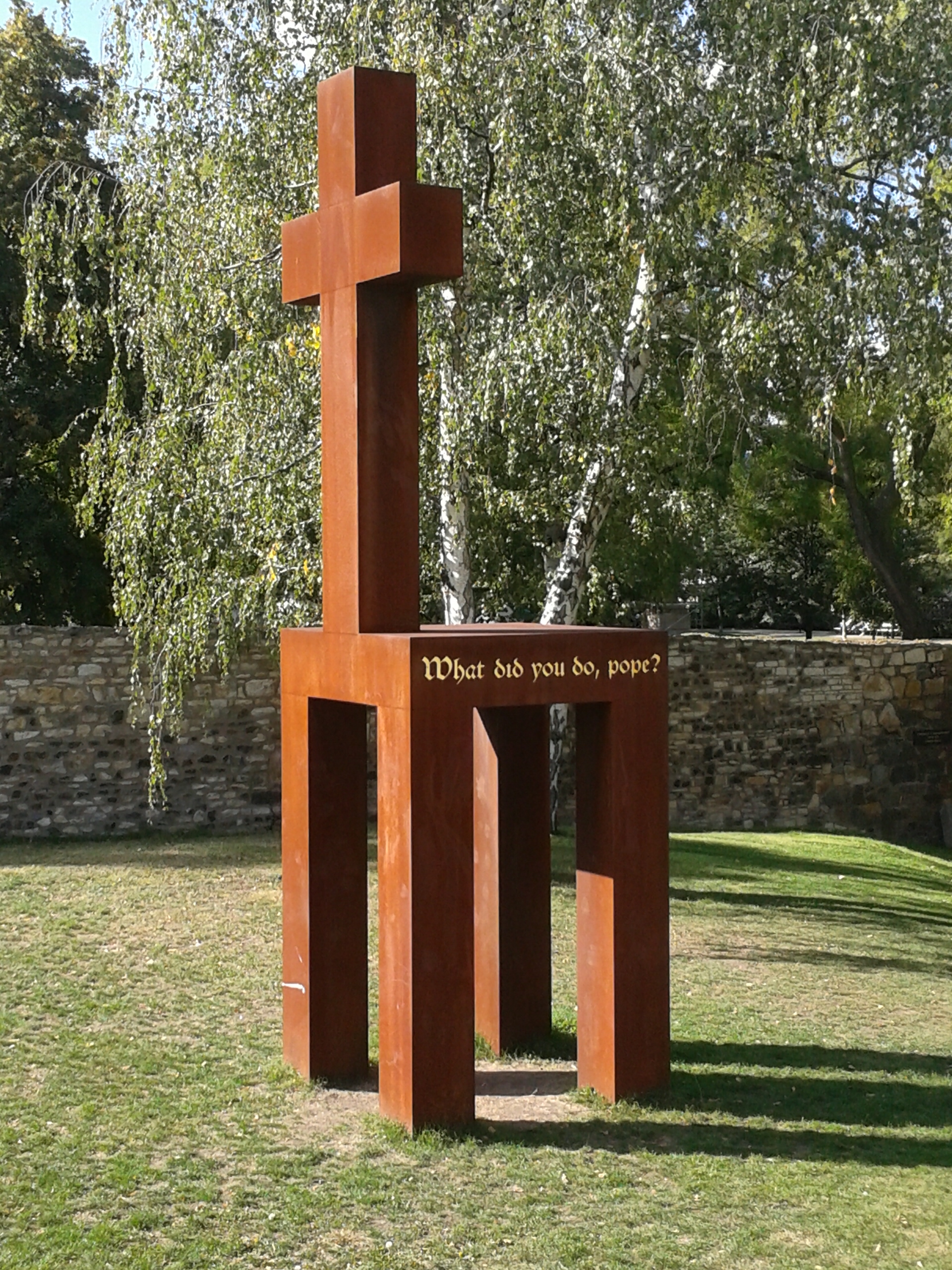
Trůn
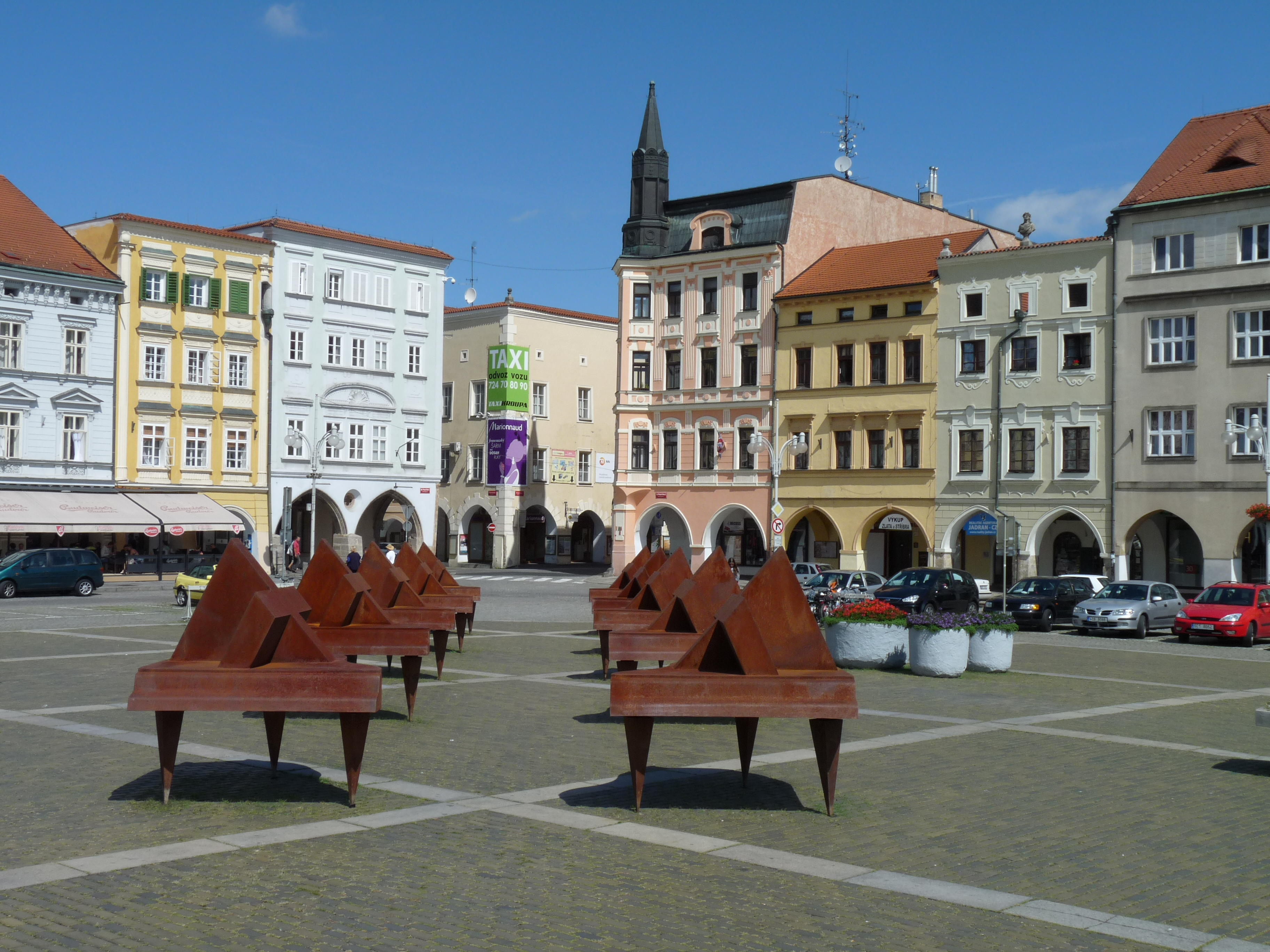
Pocta pro J.B.

## Zastoupení ve sbírkách
Svými díly je Antonín Kašpar zastoupen v Moravské galerii v Brně, v Národní galerii v Praze, dále pak v Muzeu umění a designu Benešov, v Oblastní galerii Vysočiny v Jihlavě a ve Východočeské galerii v Pardubicích.

## Antonín Kašpar v autorských katalozích
- 1986 – Antonín Kašpar: Plastiky, reliéfy; (autor textu: Milan Vašíček)[1]
- 1987 – Antonín Kašpar; (autor textu: Jana Chytilová)[1]
- 1991 – Antonín Kašpar;[1]
- 1993 – Antonín Kašpar: Anti; (autor textu: Vlasta Čiháková–Noshiro)[1]
- 1994 – Antonín Kašpar: Sochy / Sculptures;[1]
- 1997 – Antonín Kašpar: Dvojsochy / Double Sculptures; (autor textu: Vlasta Čiháková–Noshiro; Zdeněk Freisleben )[1]
- ???? – Antonín Kašpar: Sculptures;[1]
- ???? – Antonín Kašpar; (autor textu: Vlasta Čiháková–Noshiro)[1]

## Antonín Kašpar v kolektivních katalozích
- 1984 – Výtvarné umění a hudba (výstava k Roku české hudby), (autor textu: Simeona Hošková roz. Vomočilová);[1]
- 1985 – Vyznání životu a míru (Přehlídka Československého výtvarného umění k 40. Výročí osvobození Československa Sovětskou armádou);[1]
- 1988 – Salón pražských výtvarných umělců ´88;[1]
- 1990 – Kov a šperk: Oborová výstava, (autor textu: Věra Vokáčová roz. Kramplová);[1]
- 1990 – Železná plastika (autoři textu: Jiří Belda, Václav Bláha, Vladimír Červenka, Petr Císařovský Petr, Martin Dräger, Pavel Filip, Jan Hendrych, Věra Janoušková, Ivan Kafka, Antonín Kašpar a další);[1]
- 1990 – Paper Art ´90 (První celostátní výstava) (autor textu: Miroslav Klivar);[1]
- 1990 – Československá koláž (autor textu: Miroslav Klivar);[1];
- 1991 – Akademie užitých umění Malá Strana Praha;[1]
- 1992 – Minisalon (autor textu: Joska Skalník);[1]
- 1996 – Slávnosť (25 kunstenaars uit de Tsjechische en de Slowaakse Republiek) (autoři textu: Welschen Fred L. M. , Wismans Joop);[1]
- 2000 – Via 2000 (autoři textu: Tomáš Butta, Zdeněk Freisleben, Marek Pokorný);[1]
- 2002 – Filmové klapky (Minisalon) (autoři textu: Pavel Škarka, Zdeněk Skounic);[1]
- 2002 – Vltavotýnské výtvarné dvorky 2002 (VIII. ročník) (autorka: Marie Hanušová, autoři textu: Miroslav Beneš, Jiří Eisenvort, Miroslav Kudrna, Jan Zahradník);[1]
- 2003 – Vltavotýnské výtvarné dvorky 2003 (IX. ročník) (autorka: Hanušová Marie, autoři textu: Miroslav Beneš, Karel Hájek, Jaromír Procházka, Jan Zahradník);[1]
- 2013 – Umění v Chebu (Umění ve veřejném prostoru od 19. století do současnosti) (autoři textu: Zbyněk Černý, Marcel Fišer)[1]

## Autorské výstavy
- 1986 – Antonín Kašpar: Plastiky, reliéfy, Galerie U Řečických, Praha[1]
- 1987 – Antonín Kašpar, Výstavní síň muzea v Čelákovicích, Čelákovice (Praha-východ)[1]
- 1991 – Antonín Kašpar, Galerie Centrum, Praha[1]
- 1993 – Antonín Kašpar: Anti, Galerie Via Art, Praha[1]
- 1993 – Antonín Kašpar: Antiobrazy, Kostel Sv. Václava, Praha[1]
- 1994 – Antonín Kašpar: Sochy / Sculptures, Lobkovický palác na Pražském hradě, Praha[1]
- 1997 – Antonín Kašpar: Dvojsochy, Mánes, Praha[1]
- 2006 – Antonín Kašpar: Železné sochy, Golf Resort Zbraslav, Lipence, Praha[1]
- 2011 – 2012 – Totemy a meditační sloupy, Galerie Nová síň, Praha[1]
- 2013 – Antonín Kašpar: Hommage a Joseph Beuys, Kostel sv. Vavřince, Klatovy[1]
- 2013 – Antonín Kašpar: Cesta, Galerie Klatovy / Klenová, Janovice nad Úhlavou (Klatovy)[1]

## Společné výstavy
- 1980 – Kultura bydlení, Vysoká škola uměleckoprůmyslová (od 1945), Praha[1]
- 1984 – Výtvarné umění a hudba, Galerie Vincence Kramáře, Praha[1]
- 1985 – Vyznání životu a míru. Přehlídka československého výtvarného umění k 40. výročí osvobození Československa Sovětskou armádou, Praha[1]
- 1985 – Vyznání životu a míru. Přehlídka československého výtvarného umění k 40. výročí osvobození Československa Sovětskou armádou, Dom kultúry, Bratislava[1]
- 1988 – Salón pražských výtvarných umělců '88, Park kultury a oddechu Julia Fučíka, Praha[1]
- 1990 – Československá koláž, Galerie Zámeček, Příbram[1]
- 1990 – Železná plastika, Vojanovy sady, Praha[1]
- 1990 – Kov a šperk: Oborová výstava, Galerie Václava Špály, Praha[1]
- 1990–1991 – Paper Art ´90, Galerie Modrý pavilón, Praha[1]
- 1991 – Akademie užitých umění Malá Strana Praha, Lobkovický palác na Pražském hradě, Praha[1]
- 1992 – Minisalon, Galerie Nová síň, Praha[1]
- 1993 – Minisalon, Musée des Beaux Arts, Mons (Belgie)[1]
- 1993 – Komorní plastika, Mánes, Praha[1]
- 1994 – Minisalon, Art and Culture Centre, Hollywood, Los Angeles[1]
- 1994 – Minisalon, Contemporary Arts Center, Cincinnati (Ohio)[1]
- 1994 – Minisalon, Courtyard Gallery, New York City (New York)[1]
- 1995 – Minisalon, Chicago Cultural Center, Chicago (Illinois)[1]
- 1995 – Minisalon, Indianapolis Museum of Art, Indianapolis[1]
- 1995–1996 – Minisalon, The Museum of Fine Arts, St. Petersburg (Florida)[1]
- 1996 – Minisalon, Gallery of Fine Arts, Forth Myers (Florida)[1]
- 1996 – Minisalon, McKissick Museum, Columbia (Jižní Karolína)[1]
- 1996 – Minisalon, National Czech & Slovak Museum & Library, Cedar Rapids (Iowa)[1]
- 1996 – Slávnosť 25 kunstenaars uit Tsjechische en de Slowaakse Republiek, Venray[1]
- 1996 – Minisalon, University Art Gallery, North Dartmouth (Massachusetts)[1]
- 1996 – Minisalon, Jonson Gallery, Albuquerque (Nové Mexiko)[1]
- 1996–1997 – Minisalon, Telfair Museum of Art, Savannah (Georgie)[1]
- 1997 – Minisalon, Pražský hrad, Praha[1]
- 1998 – Minisalon, Bibliothèque royale de Belgique, Brusel[1]
- 2000 – Via 2000, Kostel Sv. Václava, Praha[1]
- 2000 – Na cestě ke stálé expozici: Současná česká malba, plastika..., Muzeum umění Benešov, Benešov[1]
- 2002 – Minisalon, Museum Puri Lukisan, Ubud[1]
- 2002 – Minisalon, Majapahit Mandarin Hotel, Surabaya[1]
- 2002 – Minisalon, Galeri Nasional Indonesia, Jakarta[1]
- 2002 – Filmové klapky, Minisalon, Česká galerie, Praha[1]
- 2002 – Filmové klapky, Minisalon, Galerie Viva, Zlín[1]
- 2002 – Filmové klapky, Minisalon, Akademia Centrum, Zlín[1]
- 2002 – Vltavotýnské výtvarné dvorky 2002, Městská galerie Art Club, Týn nad Vltavou (České Budějovice)[1]
- 2002–2003 – Zvíře: Obrazy, kresby, grafika, fotografie, plastika, Praha[1]
- 2003 – Minisalon, Centre tchèque Paris (České centrum Paříž), Paříž[1]
- 2003 – Vltavotýnské výtvarné dvorky 2003, Městská galerie Art Club, Týn nad Vltavou (České Budějovice)[1]
- 2003–2004 – Výstava k 13. výročí vzniku Galerie Rozehnal, Městská galerie Beroun, Beroun[1]
- 2003–2004 – Akt, Obecní galerie Beseda, Praha[1]
- 2006 – Erotika v umění, Galerie Václava Špály, Praha[1]
- 2007 – Hommage á Kassák 120/40, Galéria Z, Bratislava[1]
- 2007 – Rande 52, Galerie Deset, Praha[1]
- 2013 – Umění v Chebu: Umění ve veřejném prostoru od 19. století do současnosti, Galerie výtvarného umění v Chebu, Cheb[1]